# Bretignolles
Bretignolles – miejscowość i gmina we Francji, w regionie Nowa Akwitania, w departamencie Deux-Sèvres.
Według danych na rok 1990 gminę zamieszkiwały 523 osoby, a gęstość zaludnienia wynosiła 40 osób/km² (wśród 1467 gmin regionu Poitou-Charentes Bretignolles plasuje się na 540. miejscu pod względem liczby ludności, natomiast pod względem powierzchni na miejscu 674.).